# التاريخ العسكري لأذربيجان

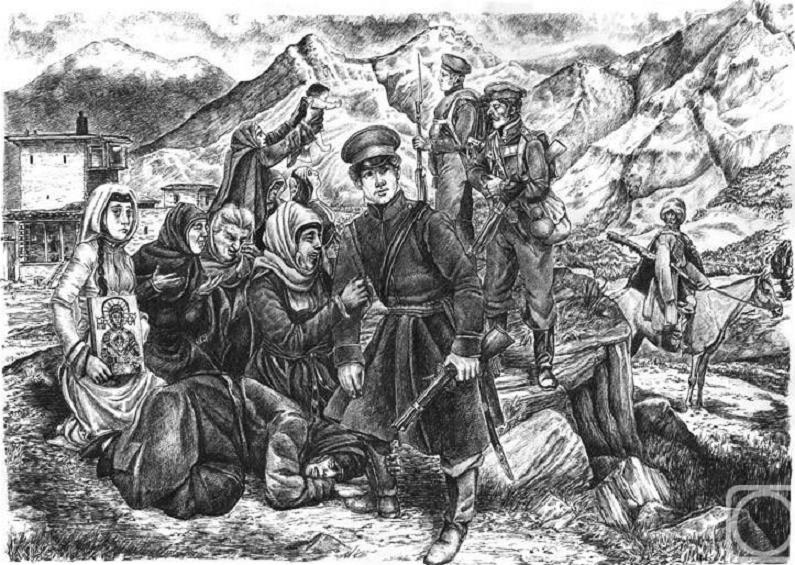
اضطرابات سكان شرق جورجيا قبل ظهور الجيش الفارسي

كافح الشعب الأذربيجاني الذي له تاريخ قديم ومعقَّد لقرون ومنذ آلاف السنين من أجل حريته وقيام دولته؛ خاصة أن دولة أذربيجان عانت على مستوى الموارد الطبيعية بسبب استغلالها من قبل دول أخرى أكثر قوة (روسيا على سبيل المثال).
خلق خوانشير بابيك شاه إسماعيل خاتاي وشخصيات أخرى من الدولة سجلًا كاملاً للتاريخ العسكري لأذربيجان؛ حيث عززوا فكرة الحياة والنشاط العسكري لمحاربة الدول الأخرى ومحاولة إقامة دولة خاصة بشعب أذربيجان.

## التاريخ العسكري
بعد انهيار روسيا القيصرية في عام 1918، ظهرت جمهورية أذربيجان الشعبية الديمقراطية فكانت بذلك أول جمهورية ديمقراطية في الشرق. مرت 23 شهرا فتم تشكيل جميع سمات الدولة المستقلة بما في ذلك الجيش الوطني. أعلنت حكومة جمهورية أذربيجان الديمقراطية التي قاتلت ضد كل من الأرمن والبلاشفة؛ فتم إقرار قيام دولة عسكرية على كامل أراضي أذربيجان.
في اجتماع البرلمان الأذربيجاني في 18 أغسطس 1919 تم تبني قانون إنشاء حماية الحدود لجمهورية أذربيجان، وفي فترة ما بعد الحرب حتى عام 1969 كانت قيادات الدولة تشعر بالغيرة من تدريب الأفراد العسكريين في أذربيجان. خلال فترة قيادة حيدر علييف تم التركيز على الجيش وتطويره من خلال تدريب عشرات الشبان من أذربيجان ومحاولة ضم آخرين. في عام 1971 أمر حيدر علييف ببناء مدرسة ثانوية عسكرية سُميت باسم جامشيد ناختشفاني. كان افتتاح هذه المدرسة العسكرية في باكو ذا أهمية كبيرة حيث فرض علييف قبول الشباب الأذربيجاني فيها بشروط تفضيلية مما ساهم في تخريج كواد عسكرية مهمة كما أمر ببناء مدارس عليا ومدارس للبحرية العسكرية وكذلك مدارس عسكرية أخرى في شتى أنحاء البلاد.

## الرتب العسكرية
يعين لكل ضابط عسكري ومسؤول عسكري رتبة عسكرية مناسبة حسب مهنته أو تدريبه العسكري كما يتم الأخد بعين الاعتبار مدة الخدمة العسكرية ودولة المنشأ ونوع الخدمة العسكرية.
يتصدر الترتيب العسكري الضباط العسكريين من أذربيجان والذين يُشرفون على السلطة التنفيذية في البلاد، ثم تليهم رتب عسكرية أخرى تُمنح للجنود والعسكريين وفقا للائحة «الخدمة العسكرية» ووفقا لمتطلبات النظام التأديبي للقوات المسلحة لجمهورية أذربيجان. بشكل عام يتم إضافة أسماء القوات المدرجة في صفوف القوات العسكرية والقوات الخاصة، كما تضاف أسماء الخدمات الطبية وضباط الخدمة العسكرية والترتيب العسكري للجنرالات وتُضاف عبارة محفوظة في الرتب العسكرية لمواطني الاحتياط وعبارة مستقيل للعسكريين المتقاعدين.
هناك صفوف لاحقة في القوات المسلحة لأذربيجان وهي:
- ملازم صغير
- ملازم
- ملازم أول
- نقيب
- رائد
- كولونيل